# Haukajaure (Jokkmokks socken, Lappland, 741215-168433)
Haukajaure är en sjö i Jokkmokks kommun i Lappland och ingår i Luleälvens huvudavrinningsområde.